# Eráti (distrito)

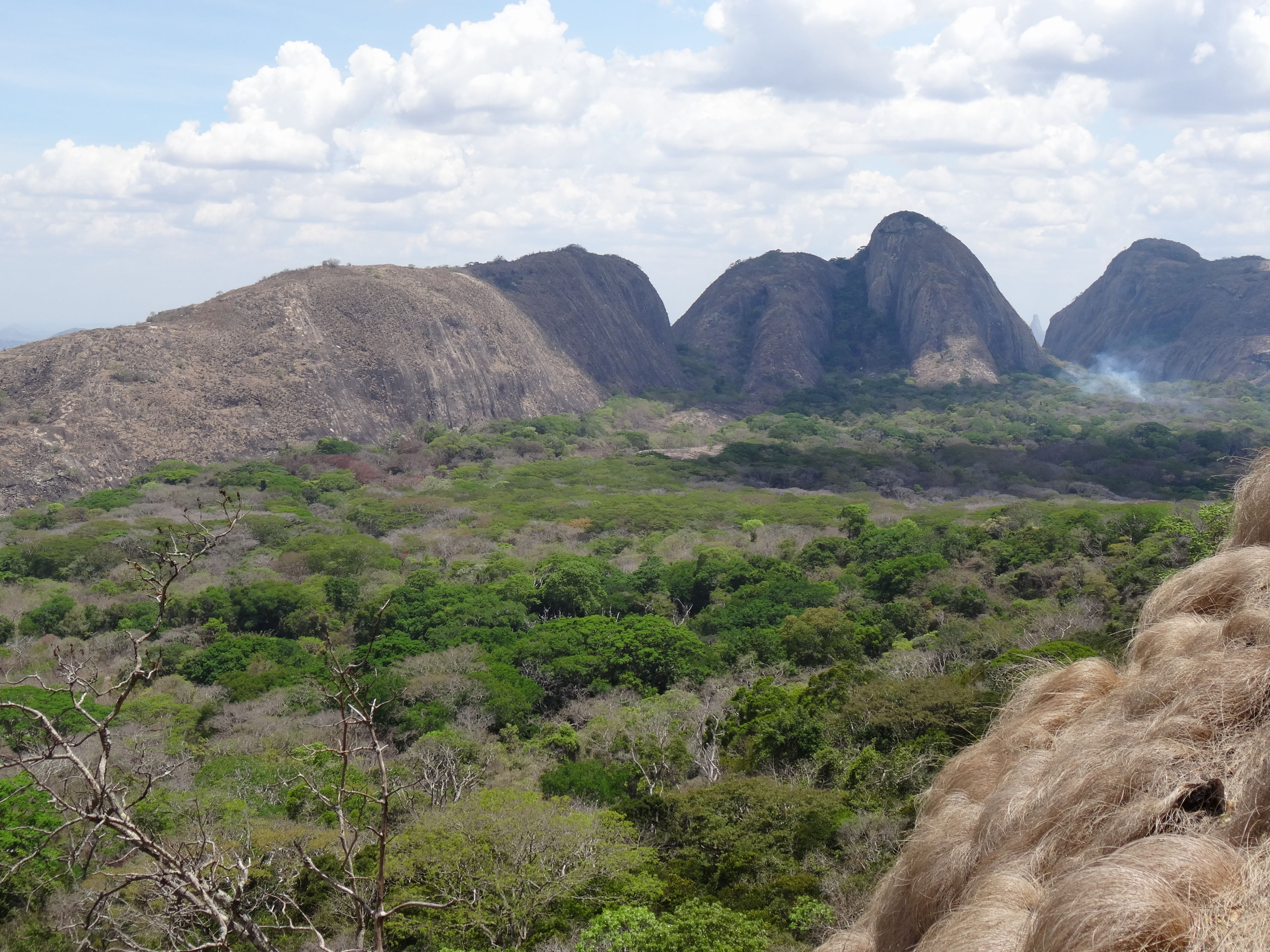
Paisagem do distrito de Eráti

Eráti, também conhecido como Namapa-Eráti, é um distrito da província de Nampula, em Moçambique, com sede na vila de Namapa. Tem limite, a norte com o distrito de Chiúre da província de Cabo Delgado, a oeste com o distrito de Mecubúri, a sul com os distritos de Muecate e Nacarôa, e a este com o distrito de Memba. 

## Demografia
De acordo com os resultados finais do Censo de 2017, o distrito tem 387 713 habitantes numa área de 5 773 km², o que resulta numa densidade populacional de 67 habitantes por km². A população registada no último censo representa um aumento de 51% em relação aos 256 715 habitantes contabilizados no Censo de 2007.
| 1997    | 2007    | 2017    |
| 210 239 | 256 715 | 387 713 |

O distrito é habitado maioritariamente pelo grupo étnico macua, cuja língua era materna de 95% da população em 2007.
As religiões dominantes em 2012 eram a católica seguida por 53,4% da população, e a islâmica por 40,3%.

## História
O nome Eráti provém do nome de uma montanha situada no posto administrativo de Namiroa, onde foi sepultado o régulo Komala que lutou contra a penetração colonial portuguesa.
O distrito foi criado em 1986 com o nome de Namapa, a partir de território do então distrito de Eráti (hoje Nacarôa). O nome original foi alterado para Eráti em 1994, na mesma ocasião em que o até então distrito de Eráti teve o seu nome modificado para Nacarôa.
Em 2 de Setembro de 2022 o distrito sofreu o primeiro ataque perpetrado por grupos armados a sul da província de Cabo Delgado, no contexto da insurreição islâmica em Moçambique. O ataque, que ocorreu na povoação de Kutua, situada nas margens do rio Lúrio que marca o limite entre as províncias de Nampula e Cabo Delgado, não causou vítimas embora casas e um centro de saúde tenham sido queimados. A população escapou para as matas circundantes tendo depois regressado à aldeia, a qual não foi ocupada pelos atacantes.

## Divisão administrativa
O distrito está dividido em três postos administrativos: Alua, Namapa-Eráti e Namiroa, compostos pelas seguintes localidades:
- Posto administrativo de Alua:
  - Alua-Sede
  - Samora Machel
- Posto Administrativo de Namapa-Eráti:
  - Namapa-Sede
  - Odinepa
- Posto Administrativo de Namiroa:
  - Muanona
  - Namiroa-Sede

## Economia
A actividade económica dominante no distrito é a agricultura, envolvendo a quase totalidade da população (93%), uma actividade praticada sobretudo por mulheres, com apenas 2% da população activa no sector secundário e 4% no terciário. A maior parte da produção agrícola é de sequeiro para auto-sustento. As principais culturas alimentares foram, no ano agrícola de 2012:
| Cultura  | Produção (toneladas) |
| -------- | -------------------- |
| Mandioca | 44 000               |
| Milho    | 17 323               |
| Feijões  | 13 600               |
| Mapira   | 13 593               |

E as culturas de rendimento foram:
| Cultura  | Produção (toneladas) |
| -------- | -------------------- |
| Gergelim | 9 000                |
| Algodão  | 7 000                |

Também é relevante a produção de castanha de caju, que é a base da actividade comercial.